# جوليانا صوفي أميرة الدنمارك
جوليانا صوفي أميرة الدنمارك (18 فبراير 1788 - 9 مايو 1850) كانت أميرة دنماركية فهي إبنه الأمير فريديك وزوجته صوفي فريدريك دوقة مكلنبورغ شفيرين.